# Isotropis juncea
Isotropis juncea är en ärtväxtart som beskrevs av Porphir Kiril Nicolai Stepanowitsch Turczaninow. Isotropis juncea ingår i släktet Isotropis och familjen ärtväxter. Inga underarter finns listade i Catalogue of Life.